# Drehhäuschen

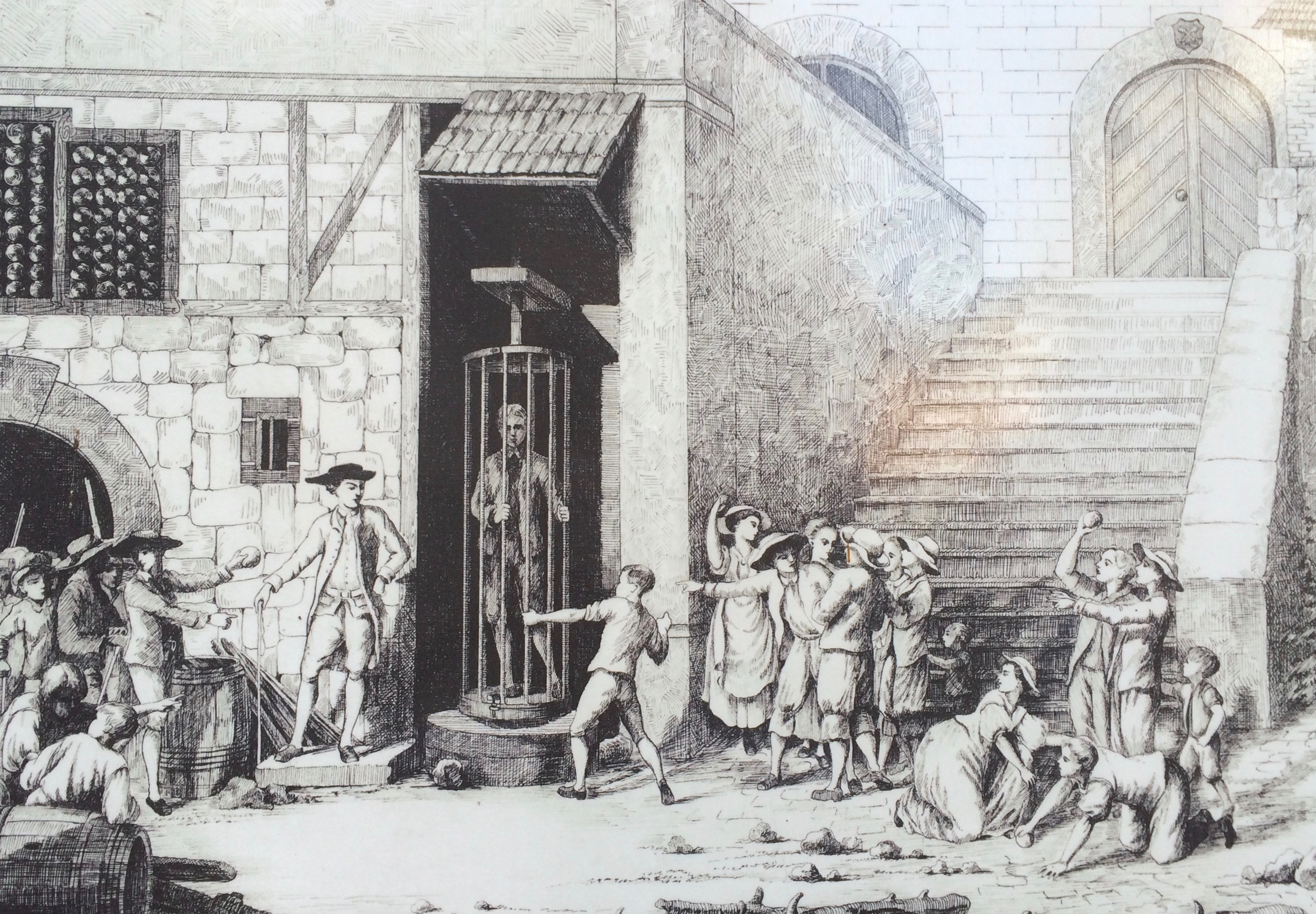
Drehhäuschen am Ende des 18. Jahrhunderts in La Neuveville

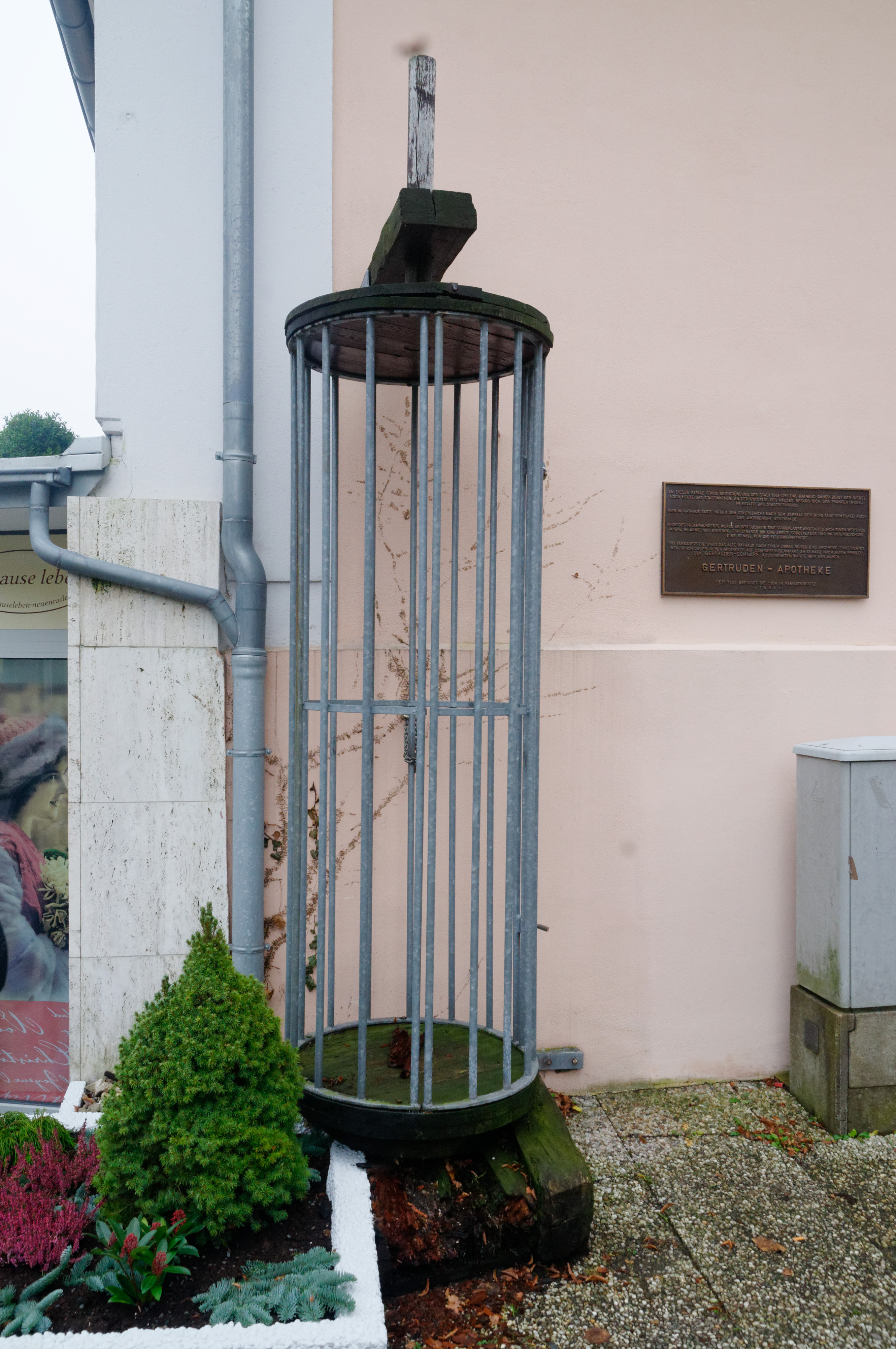
Rekonstruktion eines Drillers in Neuenrade

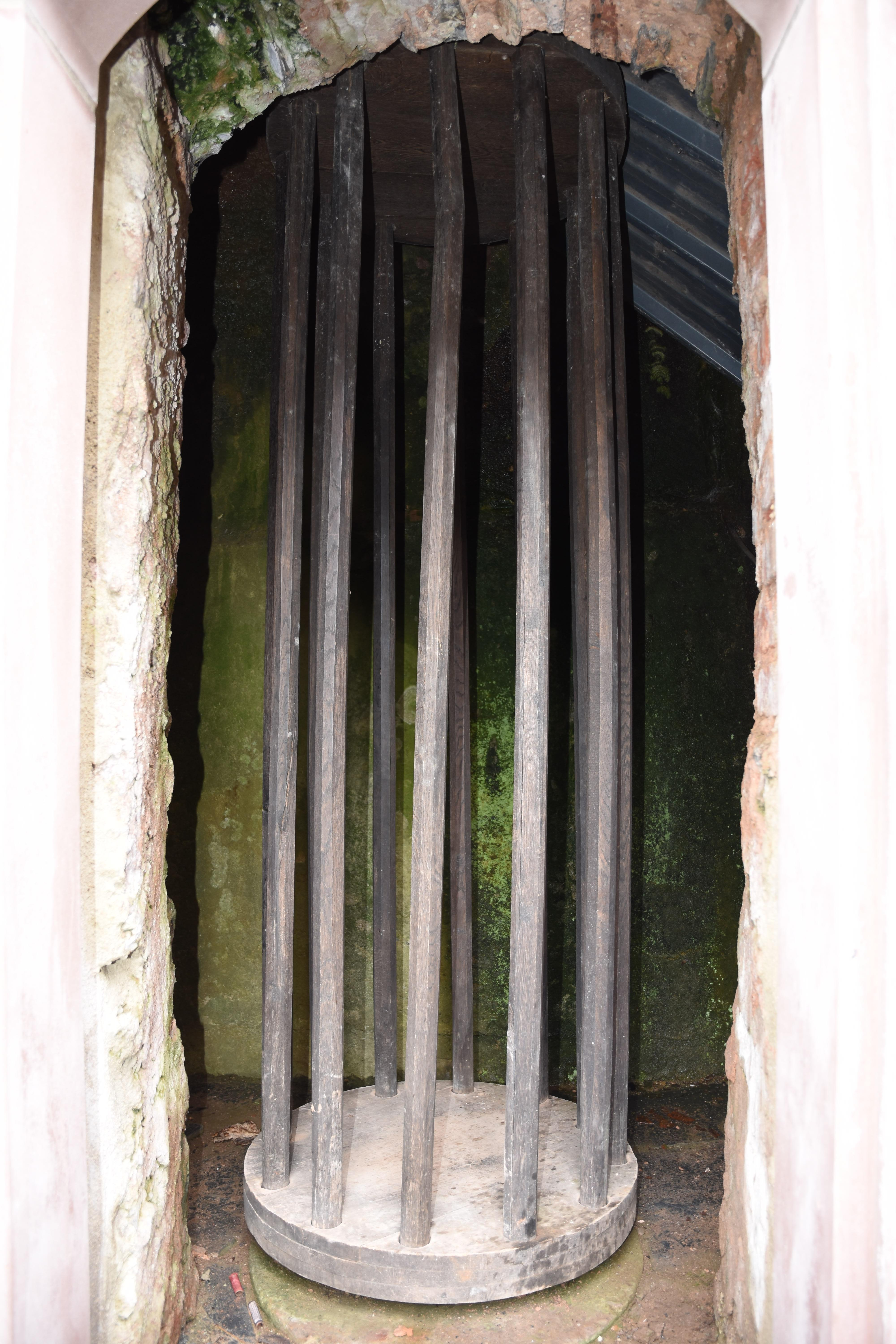
„Drilles im Spilles“ von 1602 in Enkirch an der Mosel

Ein Drehhäuschen, auch Driller, Drilles, Drehkäfig, Trillhaus, Triller oder in der Schweiz auch Trülle genannt, war ein Instrument für die Zurschaustellung und Bestrafung von Personen und ist eine spezielle Art des Narrenhäuschens.

## Aufbau und Verwendung
Das Drehhäuschen war als geschlossener eiserner Käfig oder Holzkäfig – ähnlich einem Hamsterlaufrad, allerdings mit vertikaler Drehachse – aufgebaut. Der zylindrische Aufbau des Käfigs war außen mit vertikalen Stäben versehen. Die verurteilte Person befand sich stehend in dem Käfig. Oben und unten war der Käfig so gelagert, dass er von Außen in Rotation um die eigene Achse versetzt werden konnte. Die obere Achse fand in einer Art Galgen ihr Gegenlager. Der Gerichtsdiener oder Passanten konnten den Bestraften durch Drehen des Käfigs weiter peinigen.
In den Driller wurden beispielsweise „Frauen mit losem Mundwerk“ oder Felddiebe bzw. Feldfrevler eingesperrt und zur Schau gestellt. Er diente zur Bestrafung leichter Verbrechen an öffentlichen Stellen, wie beispielsweise an Marktplätzen oder Rathäusern.

## Überlieferung

### „Drilles im Spilles“ in Enkirch an der Mosel
Am oberen Ende der Drillesgasse, an der Kreuzung mit der Königstraße, in Enkirch an der Mosel befindet sich noch heute der Drilles unter der Treppe des ehemaligen Spielhauses („Spilles“). Es handelt sich dabei wohl um den einzigen erhaltenen historischen Drehkäfig.
Um 1567 hatte sich in Enkirch die Unsitte eingebürgert, dass die Mädchen des Dorfes von einem Marschalk versteigert wurden. Der Bursche, der ein Mädchen ersteigert hatte, musste dasselbe ein Jahr lang bei Festen und Feiern freihalten, nur am Königtag, der drei Tage lang gefeiert wurde, hielten die Mädchen ihren Burschen frei. Bürger wie Obrigkeit sahen durch diese Praxis die damaligen Moralvorstellungen verletzt. Spätestens 1602 entstand der Drilles, in welchem jeder, der bei einer solchen Versteigerung erwischt wurde, unter reger Beteiligung der Bevölkerung einen Tag lang eingesperrt wurde, gleich ob Bursche oder Mädchen. Diese Praxis der Bestrafung der Jugend mit der Drille bei unsittlichem Verhalten ist mehrfach in Süddeutschland und der Schweiz überliefert.
In der moselfränkischen Mundart wird auch der Spielzeugkreisel als „Drilles“ bezeichnet.

### Triller in Mainz
Die jetzige Kreuzung der Weintorstraße mit der Schlossergasse/Gallusgasse wurde bis zum 2. April 1876 Triller genannt, dort befand sich ein drehbarer Käfig für Bäcker, die zu leichtes Brot gebacken hatten.

### Triller in Saarbrücken
Der Triller ist der Distrikt Nr. 114 der Stadt Saarbrücken im Stadtteil Alt-Saarbrücken. Der Name dieses Stadtviertels ist vermutlich darauf zurückzuführen, dass dort im 18. Jahrhundert ein Triller aufgestellt war. Eine andere Deutung besagt, dass der Distrikt nach Daniel Wilhelm Triller, dem Leibarzt des Fürsten Wilhelm Heinrich benannt wurde.

### Trülle in Zürich

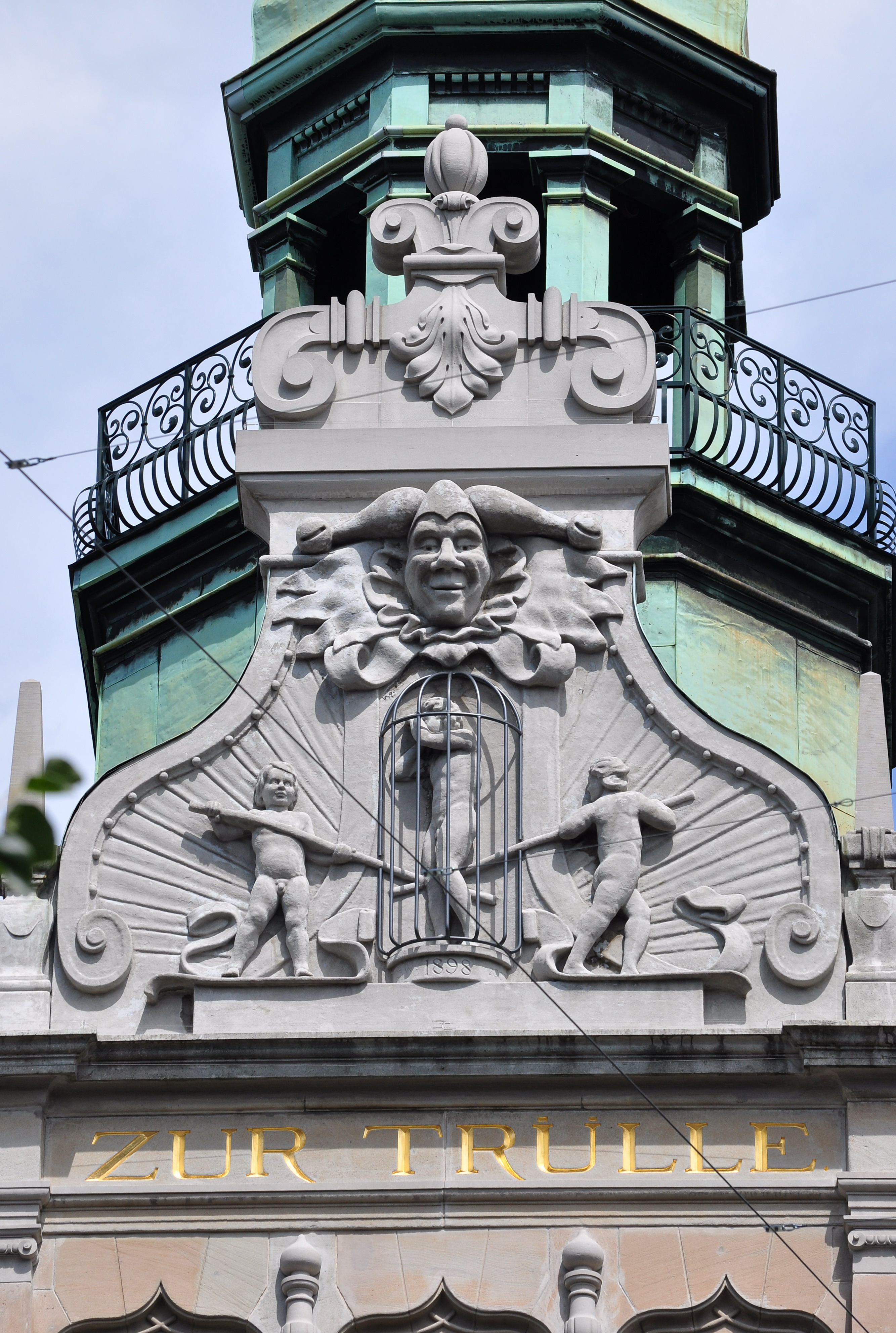
Darstellung am „Haus zur Trülle“ an der Bahnhofstrasse in Zürich

Die Zürcher „Trülle“ stand an der Bahnhofstrasse gegenüber dem Rennwegtor. Das alte „Haus zur Trülle“ war Wohnsitz des Stadtpräsidenten Melchior Römer und wurde 1897 abgerissen. Das heutige Gebäude an der Bahnhofstrasse 69a wurde ebenfalls 1897 durch die Architekten Pfleghardt & Häfeli erbaut.

### Trülle in Griesenberg
In Griesenberg, einem Weiler des Kantons Thurgau, hat sich (Stand 2024) am dortigen ehemaligen Verwaltungsgebäude der Burgstelle Griesenberg eine Trülle erhalten. Giezendanner berichtet von einer «rekonstruierte[n] mittelalterliche[n] Trülle».

## Bacchus im Triller
Friedrich Schillers Anthologie auf das Jahr 1782 enthält das Gedicht Bacchus im Triller. Es ist ein Gedicht auf den Weingott Bacchus, der als „lokrer Specht“ und „wüster Vogel“ verspottet wird, weil er Menschen mit seinem Trunk verdirbt.
Daß wir Gottes gelbe Sonne

Für die Heidelberger Tonne

Berge, Bäume, Thürme, Schlösser,

Angesehn für Schoppengläser,

Lernst du’s izt, du lokrer Specht?

Lern’s in deinem Käfigt recht.
Auszug aus Schillers Bacchus im Triller